# Taruarau (rivière)
La rivière Taruarau  (en anglais : Taruarau River)  est un cours d’eau de la région de Hawke's Bay située dans l’est de l’Île du Nord de la Nouvelle-Zélande.

## Géographie
Elle s’écoule vers le sud sur 40 kilomètres à partir de la chaîne de Kaimanawa, avant de se déverser dans le fleuve Ngaruroro à 60 kilomètres de l’endroit où cette rivière se jette dans la baie de Hawke's Bay.